# Гариш-Кульмбергер, Ренате
Ренате Гариш-Кульмбергер (нем. Renate Garisch-Culmberger, в замужестве Бой, нем. Boy; 24 января 1939, Пиллау, Восточная Пруссия, ныне Балтийск — 5 января 2023, Бёргеренде) — немецкая спортсменка, толкательница ядра. Заслуженный мастер спорта ГДР (1962).

## Биография
Родилась в семье эльзасского происхождения с дворянскими корнями (изначальная форма фамилии Гариш фон Кульмбергер). В результате Второй мировой войны семья переселилась на остров Рюген. Начинала занятия спортом как гандболистка. Занималась толканием ядра под руководством Эмиля Хиршфельда, затем Карл-Хайнца Бауэрсфельда. Выступала за спортивный клуб «Эмпор» из Ростока.
Участница трёх Олимпиад: на Олимпийских играх 1960 года в Риме и 1964 года в Токио в составе Объединённой германской команды, на играх 1968 года в Мехико — под фамилией мужа (Бой) и в составе команды ГДР. Наивысшее спортивное достижение — серебряная медаль Игр 1964 года, завоёванная в остром соперничестве с чемпионкой, Тамарой Пресс; на Играх 1960 г. заняла 6-е место, 1968 г. — 5-е. Ещё одна серебряная медаль была завоёвана спортсменкой в 1962 г. на Чемпионате Европы по лёгкой атлетике в Белграде, также вслед за Тамарой Пресс. В чемпионатах ГДР завоёвывала серебряные медали в 1959 и 1960 гг., золотые в 1961—1965 и 1967 гг., бронзовую в 1969 г., была также победительницей чемпионата ГДР по лёгкой атлетике в закрытых помещениях (1964 и 1965, серебряная медаль 1970).
В 1961 г. на соревнованиях в Берлине Ренате Гариш стала второй (после Пресс) толкательницей, преодолевшей отметку 17 м. Её лучший личный результат 17,87 м был достигнут также в Берлине 11 сентября 1969 года.
После завершения спортивной карьеры работала в Ростоке на рыбозаводе.